# Bratislavský kraj
Bratislavský kraj, s krajským městem v Bratislavě, je jedním z osmi krajů na Slovensku (RŠÚJ 3 a NUTS 3: SK010). V roce 2021 zde žilo 719 537 obyvatel.
Jeho území je zároveň územím jedné ze čtyř slovenských oblasti – RŠÚJ Bratislavský kraj (RŠÚJ 2 a NUTS 2: SK01).

## Galerie

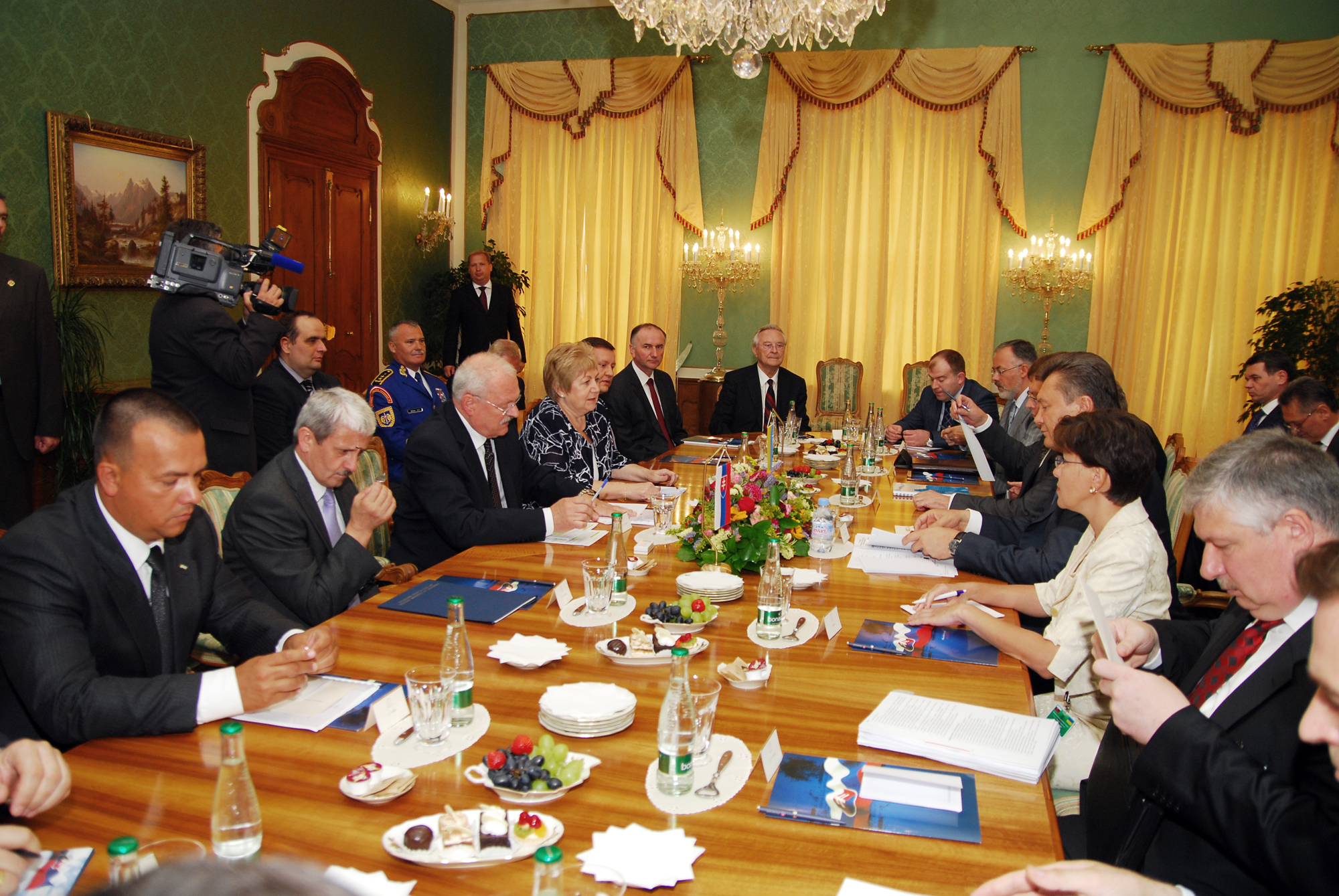
Slovenský prezident Ivan Gašparovič a ukrajinský prezident Viktor Janukovyč (naproti němu) při podpisu dohody o spolupráci mezi Bratislavským krajem a Dněpropetrovskou oblastí. Zleva u stolu: Juraj Miškov, Mikuláš Dzurinda, Ivan Gašparovič, nejmenovaná žena, Daniel Lipšic, Eugen Jurzyca a Milan Čič.

## Charakteristika kraje
Leží na západě země a v podstatě se jedná o okolí Bratislavy a okresy měst Senec, Pezinok a Malacky; je nejbohatší v rámci Slovenska a druhý nejbohatší v rámci nových zemí Evropské unie. Většinu jeho území tvoří zemědělsky obdělávaná rovina (Podunajská nížina) nebo zastavěná plocha.

## Okresy
- Okres Bratislava I
- Okres Bratislava II
- Okres Bratislava III
- Okres Bratislava IV
- Okres Bratislava V
- Okres Malacky
- Okres Pezinok
- Okres Senec